# Eisothistos neoanomalus
Eisothistos neoanomalus är en kräftdjursart som först beskrevs av Shyamasundari, Kumari, Rao och Nathalie J. Mary 1991.  Eisothistos neoanomalus ingår i släktet Eisothistos och familjen Expanathuridae. Inga underarter finns listade i Catalogue of Life.